# 穗躄魚
穗躄魚是輻鰭魚綱鮟鱇目躄魚亞目躄魚科的其中一種，為亞熱帶海水魚，分布於澳洲維多利亞省至塔斯馬尼亞島海域，為特有種，棲息深度0-60公尺，體長可達23公分，棲息在沿海礁石區，生活習性不明。